# Monarchs de Greensboro
Les Monarchs de Greensboro sont une franchise professionnelle de hockey sur glace en Amérique du Nord qui évoluait dans l'ECHL. L'équipe était basée à Greensboro dans l'État de la Caroline du Nord aux États-Unis.

## Historique
La franchise est créée en 1989. Elle évolue en ECHL et remporte la Coupe Riley en 1989. Elle sert de club-école pour les North Stars du Minnesota en 1989-1990, les Nordiques de Québec de 1989 à 1992 puis de 1993 à 1995, et pour les Mighty Ducks d'Anaheim de 1993 à 1995. En 1995, elle devient les Monarchs de la Caroline engagés en Ligue américaine de hockey.

## Statistiques
| No | Saison    | PJ | V  | D  | DP | DTB | BP  | BC  | Pts | Classement                | Séries éliminatoires         | Entraîneur    |
| -- | --------- | -- | -- | -- | -- | --- | --- | --- | --- | ------------------------- | ---------------------------- | ------------- |
| 1  | 1989-1990 | 60 | 29 | 27 | 4  | 0   | 263 | 283 | 62  | 4e place                  | Vainqueurs de la Coupe Riley | Jeff Brubaker |
| 2  | 1990-1991 | 64 | 34 | 27 | 3  | 0   | 275 | 268 | 71  | 3e place, division Est    | Finalistes                   | Jeff Brubaker |
| 3  | 1991-1992 | 64 | 43 | 17 | 2  | 2   | 297 | 252 | 90  | 1re place, division Ouest | Défaite au troisième tour    | Jeff Brubaker |
| 4  | 1992-1993 | 64 | 33 | 29 | 0  | 2   | 256 | 261 | 68  | 6e place, division Ouest  | Défaite au premier tour      | Jeff Brubaker |
| 5  | 1993-1994 | 68 | 41 | 21 | 2  | 4   | 319 | 262 | 88  | 3e place, division Ouest  | Défaite au deuxième tour     | Jeff Brubaker |
| 6  | 1994-1995 | 68 | 31 | 28 | 9  | 0   | 277 | 293 | 71  | 5e place, division Ouest  | Finalistes                   | Jeff Brubaker |